# Chemnitz-Reichenbrand
Reichenbrand liegt im Westen der Stadt Chemnitz und wurde als Ortsteil der ehemaligen Stadt Siegmar-Schönau im Jahre 1950 zu Chemnitz eingemeindet. Reichenbrand bildete aufgrund der Landgemeindeordnung ab 1839 eine eigene Landgemeinde, ließ sich aber bereits 1922 von Siegmar eingemeinden. Im Gegensatz zu Siegmar oder Schönau konnte sich hier die industrielle Entwicklung nicht durchsetzen. Es hat Stadtteilgrenzen zu: Mittelbach, Grüna, Rabenstein und Siegmar sowie zu der Gemeinde Neukirchen/Erzgeb.
Auf Reichenbrander Flur befindet sich der Eingangsbereich zum Tierpark Chemnitz. Südwestlich erhebt sich der 366,6 m hohe „Kaßberg“ (nicht zu verwechseln mit dem gleichnamigen Chemnitzer Stadtteil) an dem sich der „Stärkerwald“ anschließt. Der „Holzbach“ bildet bis knapp vor der Neefestraße die südöstliche Flurgrenze.

## Geschichte
Das zur Herrschaft Rabenstein gehörige Reichenbrand wurde durch Brandrodung urbar gemacht und wird 1263 erstmals im Zinsregister des Klosters Chemnitz erwähnt. Die Urkunde zur Landvergabe an Rudolf von Brandt datiert von 1254. Wie die anderen Ortschaften der Herrschaft ging der Ort mit dem Verkauf der Herrschaft Rabenstein 1375 an das Chemnitzer Benediktinerkloster über. Die Bannmeile von 1331 ließ auch hier keine Etablierung von Handwerk und Handel zu – erst 1555 wurden sieben Handwerker erlaubt. Nach der „Rabensteiner Fehde“ (1386 bis 1390) wurde ein Teil der Reichenbrander und Grünaer Bauern nach Limbach lehnspflichtig. Auch nach der Auflösung des Chemnitzer Klosters blieben diese Bauernhöfe beim Rittergut Limbach, während der Klosterbesitz dem Amt Chemnitz unterstellt wurde. Bis 1796 war das Reichenbrander Rittergut ein Nebengut der Herrschaft derer von Schönberg auf Limbach. Die Funktion des Rittergutes endete mit den Ablösungen und Gemeinheitsteilungen seit 1832 sowie der Abschaffung der Gerichtsbarkeit des Grundherrn von Staats wegen 1855. Das Rittergut befand sich am heutigen Rosenweg und brannte 1873 ab.

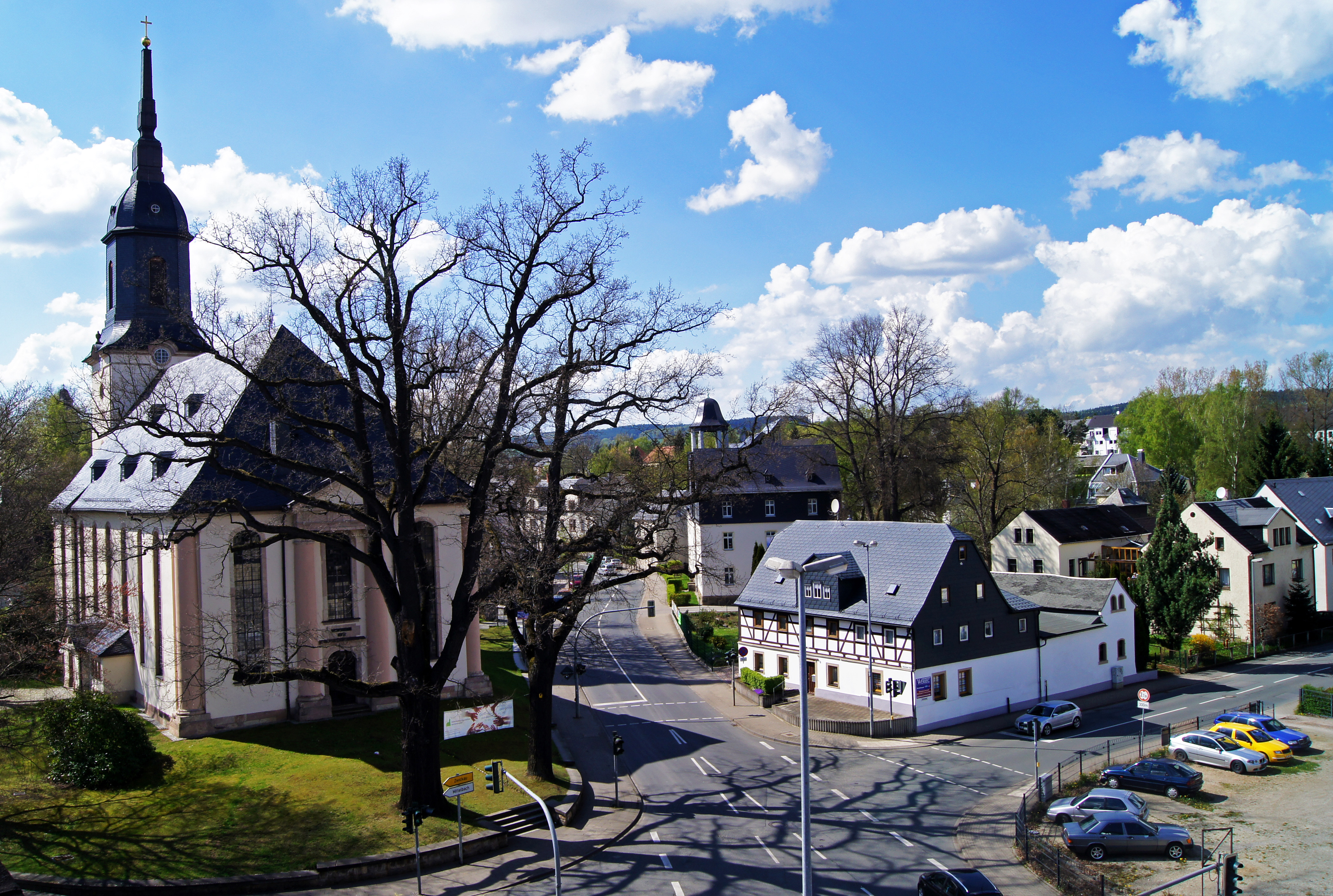
Blick zur Johanneskirche und zum ehemaligen Rathaus mit seinem glockenförmigen Turm

Man unterstellte, dass die Ausbreitung der Pest 1633 durch die Wasserentnahme aus dem Dorfbach begünstigt wurde, so dass ab 1665 Wasserleitungen zu den flureigenen Quellen gelegt wurden, so z. B. der Mühlgraben. Hölzerne Rohrleitungen versorgten die Reichenbrander u. a. entlang der heutigen Zwickauer Straße bis hin zur Kirche.
Im ehemaligen Ortsteil „Hart“ (altdtsch. Hardt = bewaldeter Berg), der sich oberhalb der heutigen Rabensteiner Straße befand, entstanden ab 1710 viele kleine Häuschen, in denen die Strumpfwirkerei Einzug hielt. Eine Bleiche entstand im Jahr 1723.

### Johanneskirche

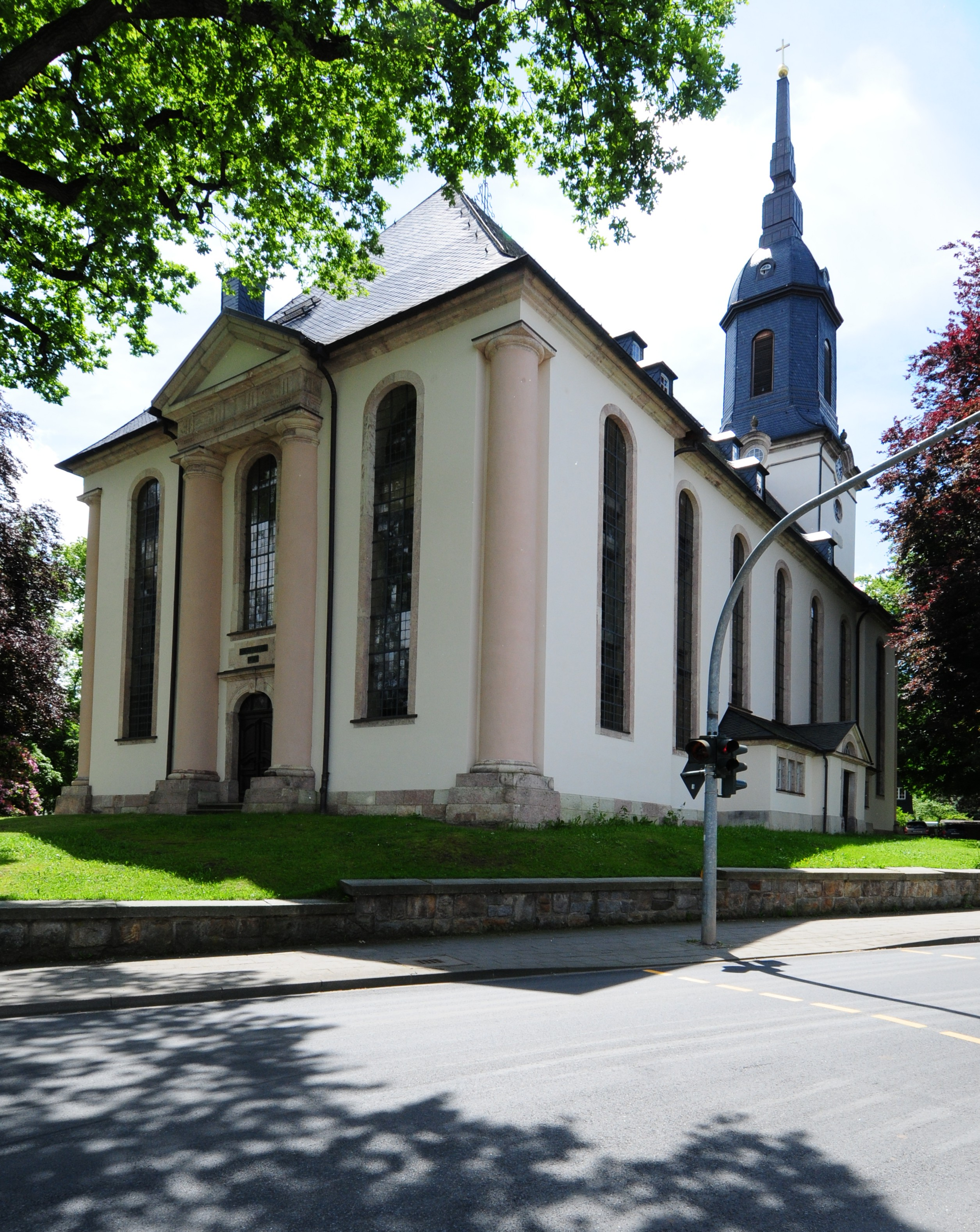
Johanneskirche Chemnitz-Reichenbrand

Reichenbrand wurde erstmals 1347 als Kirchdorf erwähnt, das Baujahr der ersten Kirche ist unbekannt. 1701 erfolgte der Abriss; die Weihe der neuen Kirche fand 1702 statt. Dieses Bauwerk musste aufgrund von Baumängeln 1802 abgerissen werden, und ab 1803 begann der Neubau im damals aktuellen Baustil des Klassizismus.
Die im April 1810 neu eingeweihte Johanneskirche steht an der Kreuzung Zwickauer und Hohensteiner Straße. Sie wurde von Johann Traugott Lohse als klassizistische Saalkirche erbaut. Erst nach der Wende von 1990 konnte diese Kirche gründlich renoviert und als wertvolles Baudenkmal wieder in Wert gesetzt werden. Die Kirche ist zusammen mit dem Kriegerdenkmal (1875) ein geschütztes Kulturdenkmal und in der Denkmalliste verzeichnet.

### Pfarrhof mit Kirchnerhaus
Mit der Kirche eng verbunden war schon immer der Pfarrhof, der ebenfalls heute als Kulturdenkmal unter Schutz gestellt ist. Er wird in der Denkmalliste wie folgt beschrieben:
Stattliches Wohnhaus mit Fachwerkobergeschoss sowie eine später als Kirchnerhaus genutzte Stallscheune in dominanter Lage neben der Kirche, Gebäudegruppe erhaltenswert aufgrund der ortsgeschichtlichen Bedeutung als Pfarrhof sowie aufgrund der städtebaulichen Situation

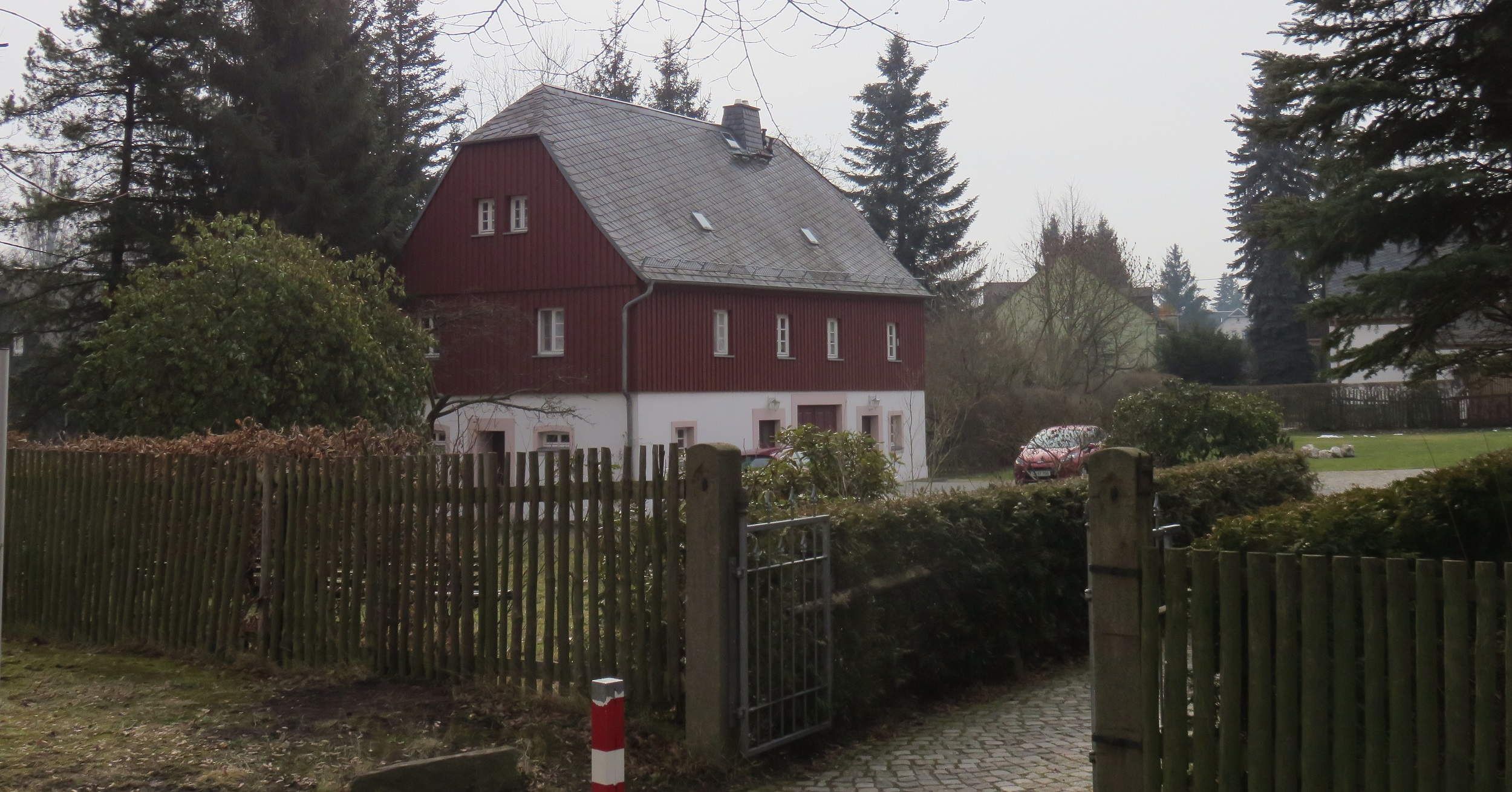
Renoviertes Kirchnerhaus

Dieses Baudenkmal wurde ebenfalls in der Nachwendezeit gründlich renoviert. Nach Baubeginn am Pfarrhaus (1991–1992) wurden nämlich große Mängel an der Bausubstanz (Fachwerk) sichtbar. Durch die große Spendenbereitschaft der Kirchgemeinde, durch die Beihilfe der Landeskirche Sachsens und des Denkmalamtes wurde es möglich, das Pfarrhaus denkmalgerecht zu rekonstruieren.
1997 musste die erste Etage des Kirchnerhauses – das ja zum Kulturdenkmal Pfarrhaus dazugehört – komplett neu gemauert werden. Das Kirchnerhaus wurde ebenfalls denkmalgerecht rekonstruiert.

### Gasthof Reichenbrand, heute „Haus des Gastes“
Schon 1653 ist von einem Schenkgut, das zum Rittergut Limbach gehörte, die Rede. Im Jahr 1822 wird der Gasthof mit Tanzsaal und einem Obergeschoss erbaut und 1889 nach Osten hin erweitert. Eine Attraktion war die im parkähnlichen Außengelände stehende Sommerrodelbahn. Die Weltwirtschaftskrise brachte Einbußen hervor, wovon sich der Gasthof bis zur Schließung 1950 nur schwer erholte. Zunächst wurde der Gasthof von der „Wismut AG“, dann vom „Deutschen Fernsehfunk“ und dem „Sportclub Karl-Marx-Stadt“ genutzt. Heute gehört das Gebäude zum Sportamt Chemnitz. Nach 1990 wurde es von dem Architekten Peter Waldvogel umgebaut und gepachtet für den traditionsreichen und erfolgreichen Chemnitzer Athletenclub (CAC). Weitere Nutzungen erfolgen durch den 1. Faschingsclub an der Chemnitz (1. FCC) und andere Mieter. Es heißt seit dieser Zeit „Haus des Gastes Reichenbrand“.

### Stärkerwald

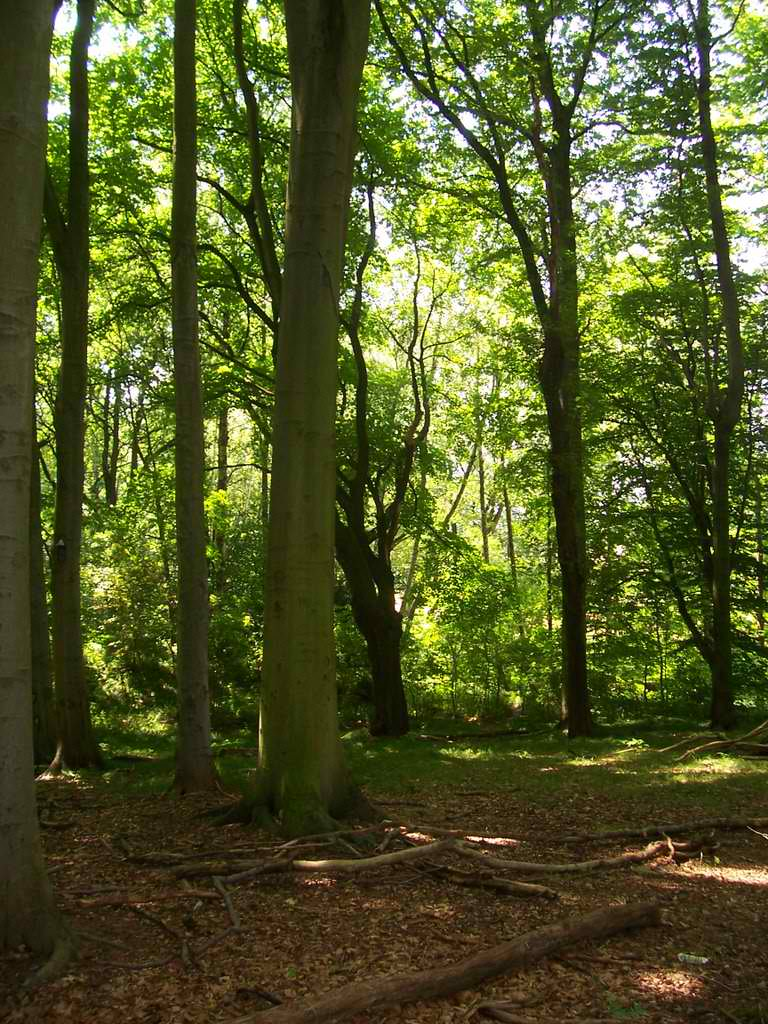
Der Baumbestand ist geprägt von Rotbuchen, Eichen und Ahorn

Der Stärkerwald ist ein Waldgebiet in Chemnitz-Reichenbrand ohne forstliche Bewirtschaftung und weist durch seine vielschichtige Biotopenstruktur eine reichhaltige Vogelwelt auf.
Der Namensgeber Arthur William Stärker, um 1900 Besitzer der Chemnitzer Strumpfwarenfabrik, erwarb Flurstücke in Reichenbrand, welche er ab 1906 nach eigenen Entwürfen von Fachleuten aufforsten ließ. Das Areal diente zunächst als Sommersitz der Familie. Der Zugang zum Wald erfolgt über die Pawlowstraße, diese kurz hinter dem Ortseingang aus Richtung Chemnitz-Mittelbach rechts in die Aue des Kassbergbachs abzweigt und nach der Unterquerung der Neefestraße entlang am Hang des Kassberges zum Wald hinführt. Noch bevor der Weg den Stärkerwald erreicht befinden sich unterhalb in einer Senke entlang am Kassbergbach mehrere Teiche. Diese gelten als erhaltenswerte Feuchtbiotope.

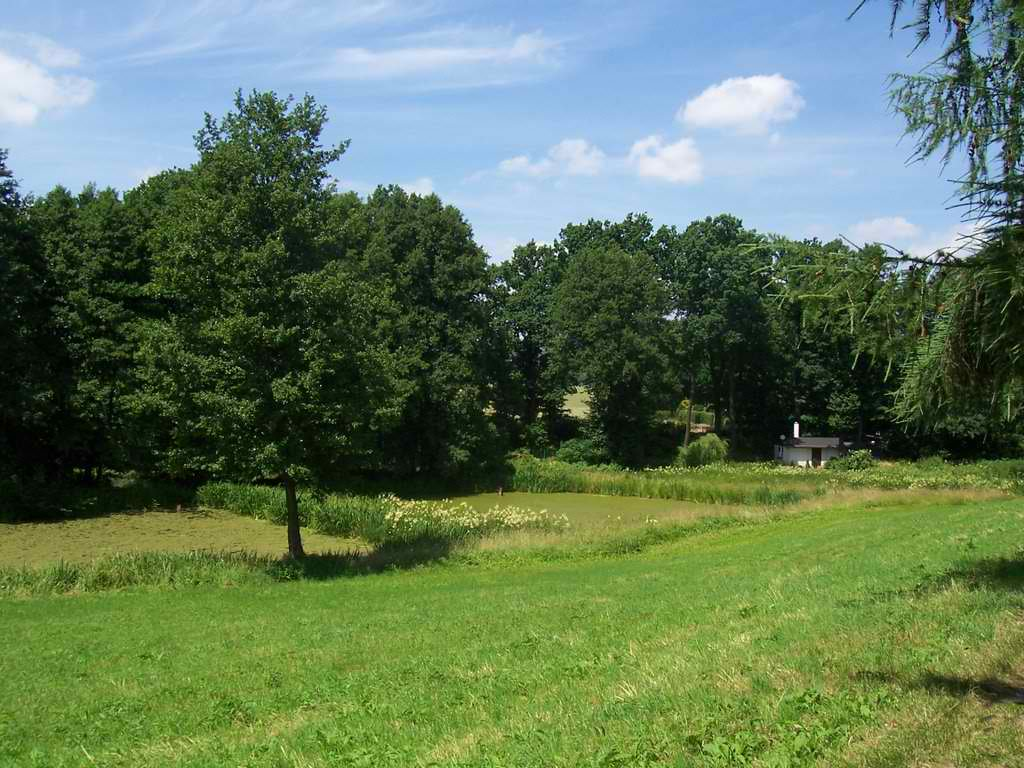
Die als Flächennaturdenkmal geltenden Teiche am Lauf des Kassbergbachs

 Am Eingang des Waldes befand sich eine Mahlmühle, die „Sandmühle“, welche im Jahr 1973 einstürzte und anschließend abgetragen wurde. Der Baumbestand des unteren Abschnitts ist durch Laubbäume, wie Eichen und Birken geprägt. Beim genauen Betrachten sind heute noch Ziersträucher (Rhododendron, Eibe und Lebensbaum) zu erkennen, die einst dem Wald einen parkähnlichen Charakter verliehen. Bergauf, südlich zum Kaßberg (366,6 m) hin folgt Nadelwald. Auf dessen Höhenzug befindet sich eine Streuobstwiese, welche ebenso den Status eines Flächennaturdenkmals trägt. Hier verläuft die Grenze an die Gemeinde Neukirchen/Erzgeb. Der Waldweg endet nach Durchquerung eines Rotbuchenbestands weiter südwestlich am Verbindungsweg zwischen Neukirchen/Erzgeb. und Chemnitz-Mittelbach.

## Wirtschaft
Diamant Fahrradwerke

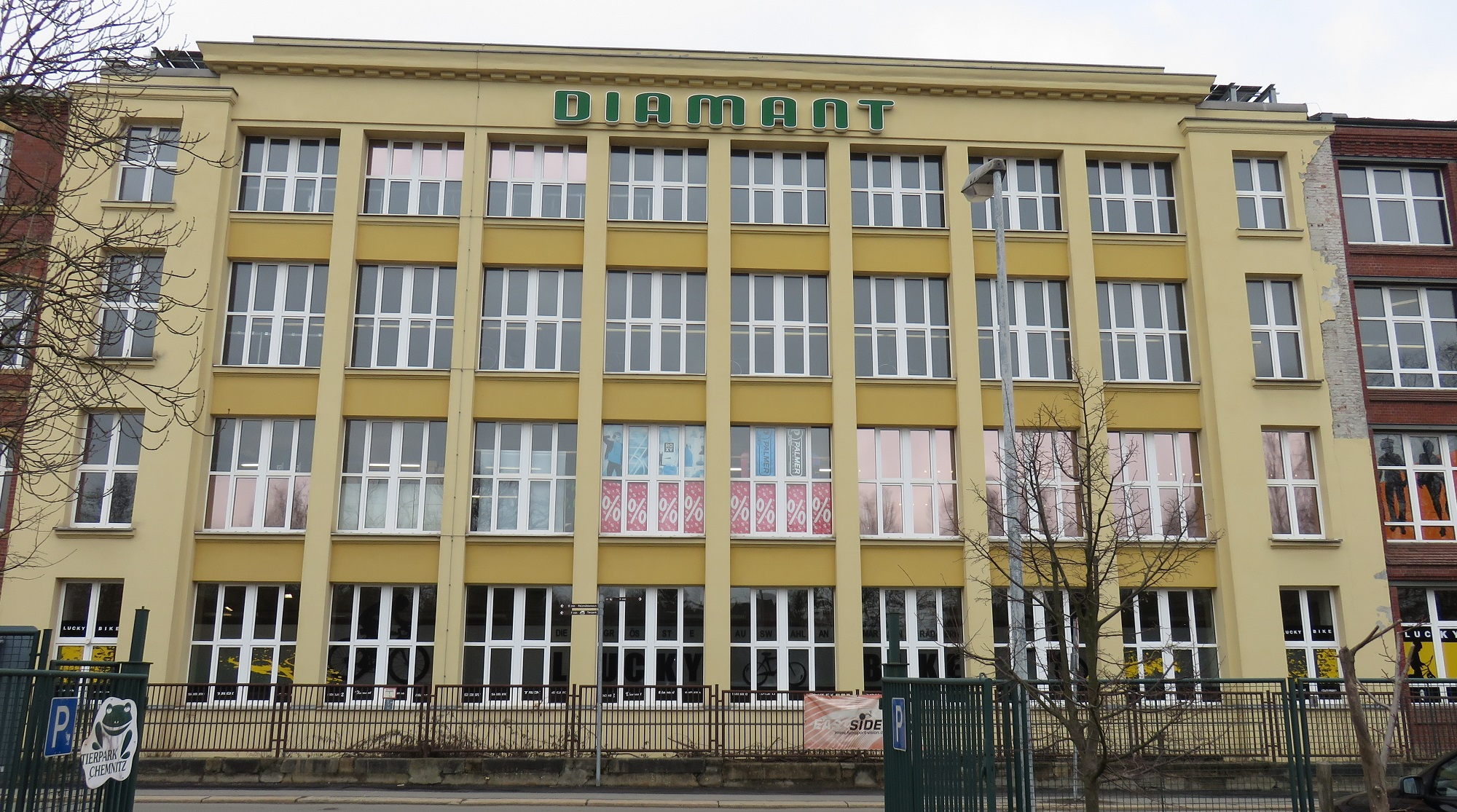
Fabrikgebäude – heute ein Kulturdenkmal

Das Unternehmen wurde 1885 von Friedrich Wilhelm Nevoigt (1859–1937) und seinem Bruder Wilhelm Friedrich Nevoigt (1857–1909) in Reichenbrand als Gebrüder Nevoigt Reichenbrand/Chemnitz in das Handelsregister eingetragen. Gegen Ende desselben Jahres begannen sie neben der Fabrikation ihrer anderen Produkte bereits testweise mit einer Einzelproduktion von Fahrrädern. Die Geschichte des wichtigsten Betriebs von Reichenbrand endete nach 1990 so:
Es gelang, auch nach der Wende einen festen Platz im Fahrradsegment zu finden, wobei die erlangte Eigenständigkeit schrittweise wieder aufgegeben wurde: Am 1. Januar 1992 wurde die DIAMANT Fahrradwerke GmbH unter Beteiligung der schweizerischen Villiger-Gruppe gegründet. Diese Gruppe übernahm das Unternehmen 1997 vollständig. Seit 2003 sind sowohl Villiger als auch Diamant Teil der amerikanischen Trek Bicycle Corporation, zu der auch die Marken Bontrager, Klein, LeMond und Gary Fisher gehören. Nach eigenen Angaben sind die Diamantwerke, die nach Hartmannsdorf bei Chemnitz verlegt worden waren, die älteste produzierende Fahrradfabrik in Deutschland.
Brauerei Reichenbrand

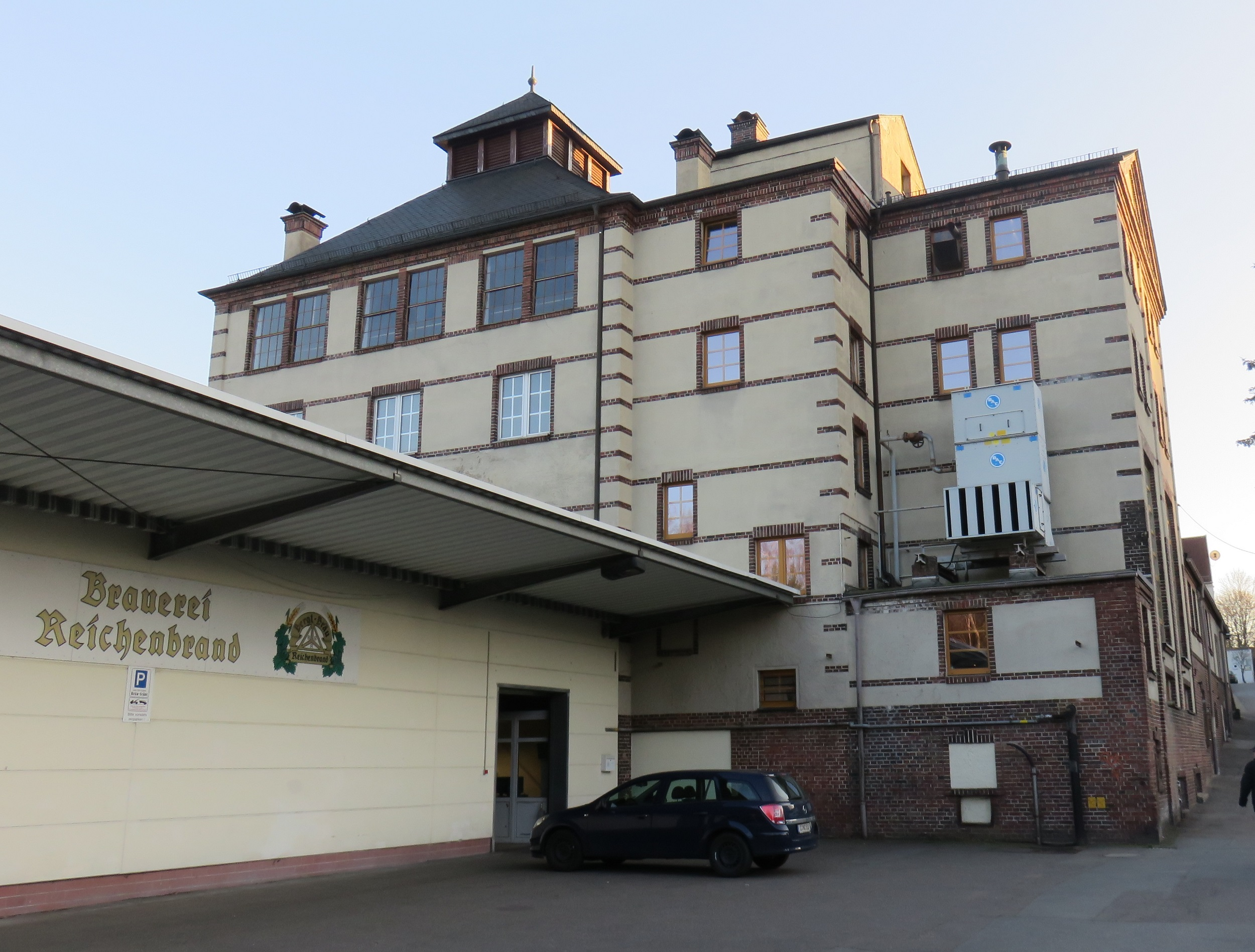
Die Brauerei im Jahr 2015

Die Brauerei wurde 1874 von Karl-Friedrich Hofmann erbaut, 1895 übernahm nach dessen Konkurs Gustav Oswald Bergt die Brauerei. Ab 1910 firmierte die Brauerei unter Brauerei Gebr. Bergt, nach dem Zweiten Weltkrieg bis etwa 1965 als Brauerei Oswald Bergt Reichenbrand, aber auch Bergt Siegmar-Schönau und Bergt Karl-Marx-Stadt.
1969 erfolgte eine staatliche Beteiligung an der Brauerei Reichenbrand. Im Januar 1972 wurde die Brauerei schließlich verstaatlicht. Anfang der 1970er Jahre wurde auch die Fassbierabfüllung eingestellt. Am 1. Januar 1980 wurde die Brauerei als Betriebsteil dem VE Getränkekombinat Braustolz Karl-Marx-Stadt unterstellt.
Nach der Wende wurde die Brauerei Reichenbrand am 1. April 1990 reprivatisiert und Anfang der 1990er Jahre umfassend modernisiert.
Federnfabrik Engelhardt

## Verkehr

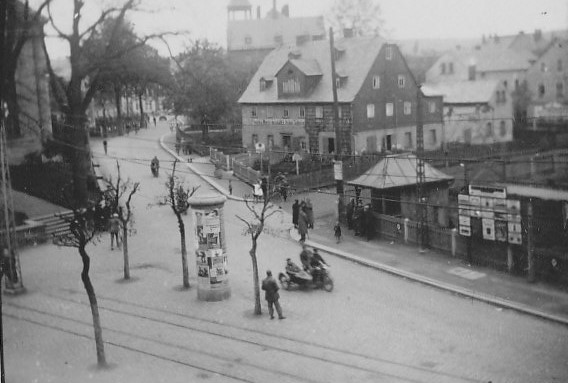
Aufnahme aus dem Jahr 1932, Gleise der ehemaligen Straßenbahnlinie "R" später "1" der Endstelle Kirche, Reichenbrand

Im Jahr 1856 wurde mit dem Bau der Eisenbahnstrecke Chemnitz–Zwickau begonnen. Zunächst sollte ein Bahnhof an der heutigen Unritzstraße entstehen, gebaut wurde er aber an seinem derzeitigen Standort in Siegmar.
Die Verlängerung nach Reichenbrand der bereits bestehenden elektrischen Vorortbahn Chemnitz–Schönau, Wintergarten wurde am 2. Oktober 1898 feierlich in Betrieb genommen und stellte somit eine Verbindung mit der Linienbezeichnung R in die nahe Industriemetropole dar. Der Endpunkt dieser Strecke befand sich von 1898 bis 1939 vor der Reichenbrander Kirche im Bereich der Kreuzung Zwickauer Straße (damals Hofer Straße) und Hohensteiner Straße. 1927 erfolgte eine Änderung der Linienbezeichnung von R auf 1. Im Mai 1939 wurde die Wendeanlage gegenüber dem Friedhof eröffnet und beendete somit die Ära der Rangiermanöver vor der Kirche.
Am 17. Mai 1980 wurde der Abschnitt Schönau, Industriewerk – Siegmar (damalige Bezeichnung der Endstelle in Reichenbrand) eingestellt und ein Schienenersatzverkehr mit Omnibussen eingerichtet. Etwa ein Jahr später am 9. Mai 1981 wurde der Verkehrsträger gänzlich auf Omnibusse umgestellt, welche bis heute zwischen Schönau bzw. Zentralhaltestelle und Reichenbrand verkehren.
Mit den Omnibussen der CVAG ist Reichenbrand durch die Linien 32, 41 und N16 erschlossen. Außerdem verkehren noch die Regionalbusse nach Zwickau, Limbach-Oberfrohna und Hohenstein-Ernstthal durch Reichenbrand.
Von Chemnitz her kommend führt durch den Stadtteil die B 173 (Neefestraße) nach Zwickau. Die Bahnstrecke nach Hohenstein-Ernstthal und Zwickau durchquert den Stadtteil im bebauten Norden.

## Persönlichkeiten
- Laurentius Gerner (1542–1607), Pfarrer 1570 in Großmilkau, 1575 Tautenhain, 1593 Zschopau[3]
- Theo Nestler (1868–1932), Komponist und Chorleiter
- Kurt Lasch (1886–1977), Politiker (NSDAP) und SA-Oberführer
- Johannes Hohlfeld (1888–1950), Genealoge und Historiker
- Werner Kruse (1910–1994), Illustrator